# Каротиноиды

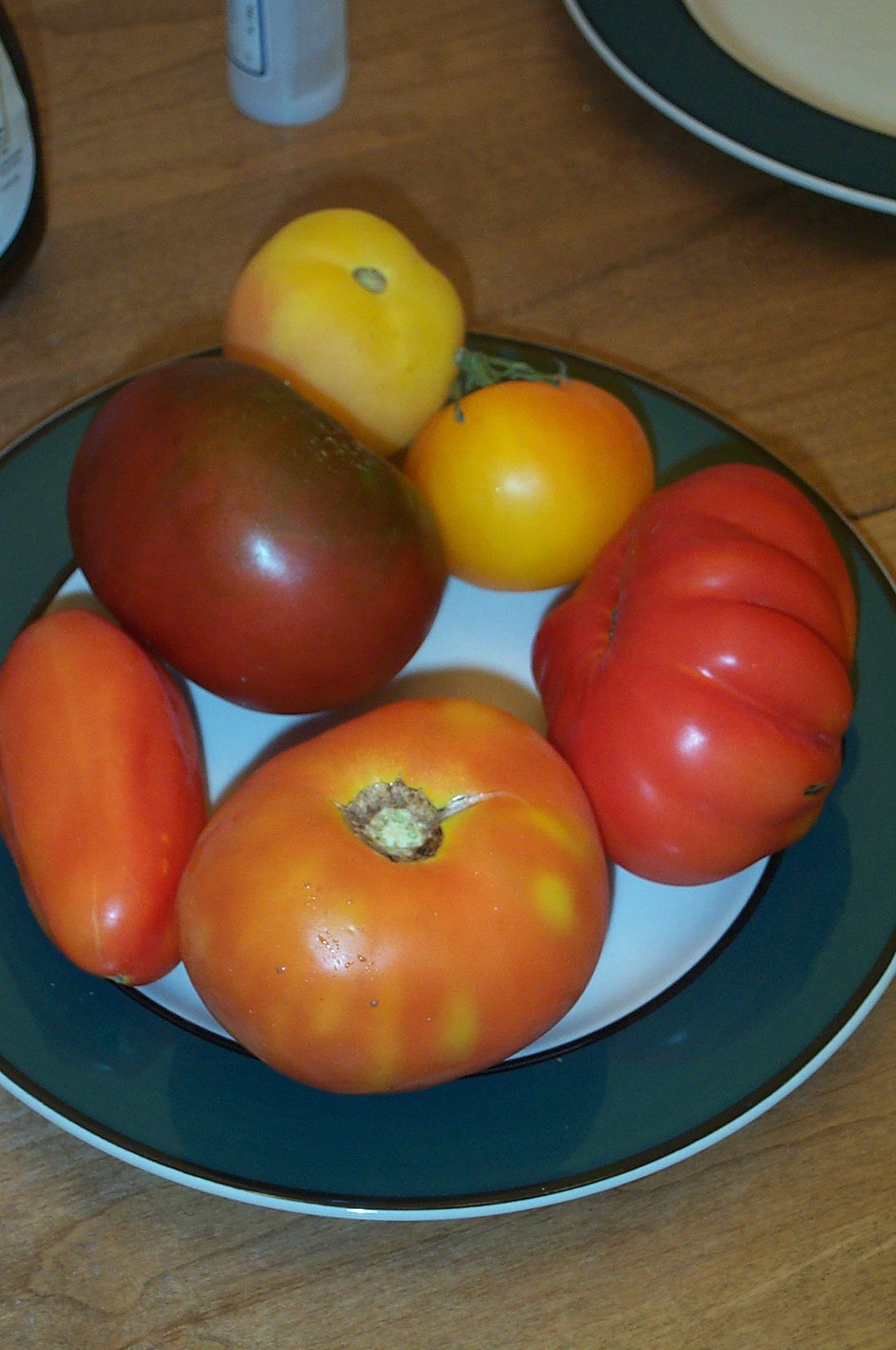
Каротин, ликопин и другие каротиноиды придают окраску большинству оранжевых овощей и фруктов

Каротино́иды — природные органические пигменты, синтезируемые бактериями, грибами, водорослями, высшими растениями и коралловыми полипами, окрашены в жёлтый, оранжевый или красный цвета.
К 2012 году было описано около 600 различных каротиноидов. Примерно 50 каротиноидов обнаружены в пищевом рационе человека, из которых только 10 присутствуют в плазме крови в ощутимых количествах. Каротиноиды выполняют функции антиоксидантов в организме человека. Каротиноиды являются провитаминами А, метаболическими предшественниками витамина A; наиболее важным среди них является β-каротин.
Как витамин А, так и β-каротин, будучи мощными антиоксидантами, являются средствами профилактики и лечения раковых заболеваний, в частности, препятствуя повторному появлению опухоли после операций.
И витамин А, и β-каротин защищают мембраны клеток мозга от разрушительного действия свободных радикалов, при этом β-каротин нейтрализует самые опасные виды свободных радикалов: радикалы полиненасыщенных кислот и радикалы кислорода.
Антиоксидантное действие β-каротина играет важную роль в предотвращении заболеваний сердца и артерий, он обладает защитным действием у больных стенокардией, а также повышает содержание в крови «полезного» холестерина (ЛПВП).
Лютеин и зеаксантин — главные каротиноиды, защищающие наши глаза: они способствуют предупреждению катаракты, а также снижают риск дегенерации жёлтого пятна (важнейшего органа зрения), которая в каждом третьем случае является причиной слепоты.
Ещё один каротиноид — ликопин (содержится в основном в помидорах) защищает от атеросклероза, предотвращая окисление и накопление на стенках артерий холестерина низкой плотности. Кроме того, это самый «сильный» каротиноид в отношении защиты от рака, особенно рака молочной железы, эндометрия и простаты.

## Описание
Каротиноиды — это химические соединения тетратерпены и тетратерпеноиды, формально являющиеся производными продуктами гидрирования, дегидрирования, циклизации, окисления, либо их комбинации ациклического предшественника — Ψ,Ψ-каротина (ликопина). К каротиноидам также относят каротины, ксантофиллы и некоторые продукты циклизации и потери части углеродного скелета ликопина; ретиноиды к каротиноидам не относятся. 

## Классификация
Каротиноиды включают две основных группы структурно близких веществ: каротины и ксантофиллы.
Каротины в основном - это бета-каротин, а ксантофиллы - это окисленные каротины.

### Каротины
Каротины являются тетратерпенами — изопреноидными углеводородами общей формулы C40H56, формально являющимися продуктами изомеризации и дегидрирования ациклического полиена ликопина:
Концевые фрагменты ликопина могут замыкаться в циклы, чаще всего шестичленные. Такое замыкание возможно и с обеих сторон цепи, как, например в случае α-каротина:
,
так и с одного из концов; примером такого замыкания является δ-каротин:

### Ксантофиллы
Кантаксантин:
Криптоксантин:

## Каротиноиды илетучие ароматические вещества
Многие продукты окислительного расщепления каротиноидов являются пахучими веществами, определяющими запах пищевых продуктов и цветов (иононы, дамасконы, дамасценоны):